# يوتا كاناي
يوتا كاناي (باليابانية: 金井勇太؛ بالكانا: かない ゆうた) هو ممثل ياباني، ولد في 24 أبريل 1985 في فوسا في اليابان.

## أعمال

### أفلام
- (2008) إل يغير العالم

## وصلات خارجية
- يوتا كاناي على موقع IMDb (الإنجليزية)
- يوتا كاناي على موقع ألو سيني (الفرنسية)
- يوتا كاناي على موقع قاعدة بيانات الفيلم (الإنجليزية)
- يوتا كاناي على موقع كينوبويسك (الروسية)